# 關雲長 (電影)
《關雲長》是一部於2011年上映的香港電影。由麥兆輝及莊文強执导的一部功夫剧情片，由甄子丹擔當主角及動作導演。讲述的是《三國演義》中的關羽「身在曹營心在漢」及「過五關斬六將」的故事，中国大陸、香港及馬來西亞於2011年4月28日同時上映，台灣及新加坡分別於同年4月29日及5月5日上映。

## 劇情簡介
建安五年（200年）正月，曹操（姜文飾）在誅滅了董承等人之後，為了解除東顧之憂，避免和袁紹和劉備（方中信飾）兩面交戰，以迅雷不及掩耳之勢猛撲徐州並擊破劉備。劉備家眷被困曹營，關雲長（甄子丹飾）為存忠義甘作俘虜，被迫為曹操上陣。二月，袁紹領兵11萬南下，曹操和袁绍在官渡决戰。四月，關羽助曹操在白马之战斩杀袁绍大将顏良（錢小豪飾），曹操封關羽為漢壽亭侯，但關羽心向劉備，對曹操的所有禮遇皆一一婉拒。綺蘭（孫儷飾）乃劉備妾侍，與關羽同陷曹營，關羽心儀綺蘭卻未曾表白，綺蘭出言責備關羽侍曹，此時關羽得知兄長劉備蹤跡，關羽有意離開曹操。
曹操不欲關羽離開，設計以絕關羽與劉備兄弟之情，送上催情藥酒欲陷關羽對劉備不義，但關羽最後仍保持理性，與對自己有恨意的綺蘭一起逃離曹營。曹操無奈遵守承諾下令放行關羽，然曹將認為此舉實為放虎歸山，後患無窮，設計要在沿途殺害關羽。關羽沿途過五關，各有不同殺機，忠與義令關羽身陷險境，而曹操在眾將的遊說及威迫下，亦收回放寬關羽通過關口的命令。

## 人物角色

### 主要角色
| 角色   | 人物介紹 | 演員   | 粵語配音 |
| 關羽   | 三國時期蜀漢名將，劉備二弟，是“武圣”、“戰神”、“炎黃第一名將”，亦是一个更加有血有肉的人，在战场上大杀四方。为了送大嫂回大哥刘备身边，先后遭遇曹军大将的连环阻截。                                             | 甄子丹 | 甄子丹   |
| 曹操   | 東漢末年丞相，挟天子以令诸侯，霸气外露，爱才如命。魏蜀吴三分天下的局面尚未形成，一心想把关羽招致麾下而不得，无奈之下兵出险招，放关羽送嫂嫂回刘备身边，一路又设下埋伏，成就“过五关斩六将”的一段佳话。         | 姜文   | 劉青雲   |
| 綺蘭   | 劉備待娶妾室，背景神秘，有喜有愁，似乎在等待，却又很失落。是一个百分百的虚构人物，关羽正是为了护送她从曹营安全回到刘备身边，才引发出过五关斩六将的一段传奇经历，两人之间还有一段很复杂而朦胧的暧昧感情。     | 孫儷   |          |
| 漢獻帝 | 東漢末代皇帝，带领文武百官下地干农活。先是联合曹操设计一路追杀关羽，后又计划在在此之后办下曹操重掌权位，可谓是用尽心机。                                                                                     | 王柏傑 | 劉浩龍   |
| 張遼   | 三国时期曹魏著名将领，曹操下屬，關羽好友，曹军第一猛将。官至前将军、征东将军、晋阳侯。后人将他与乐进、于禁、张郃、徐晃并称为曹魏的“五子良将”。一身戎装器宇轩昂，片中更有“空手握白刃”的英武動作。             | 邵兵   | 葉振聲   |
| 荀攸   | 曹操首席謀士荀彧的堂侄，多次设计追杀关羽。荀攸与张辽分为曹操身边“一文一武”两员得力干将，但是张辽一直在极力保护关羽，荀攸却将会多次设计追杀关羽。                                                             | 董勇   | 高翰文   |
| 孔秀   | 東嶺關守將，是一个露出双臂，穿上轮廓明显的战甲，手持长枪。 |        |          |
| 韓福   | 洛陽太守，與關羽曾是朋友，因一场战役失去一臂，是追随刘关张多年的兵器专家和江湖老大，后归顺曹操任洛阳太守，奉命拦截关羽，为止曹刘战乱再启，毅然与有救命之恩的关羽恩断意绝，并以毒针暗器重创关羽。             | 聶遠   | 歐錦棠   |
| 孟坦   | 韓福下屬，亦是韓福結義兄弟，原本要趁關羽中毒時候，將關羽殺死，最後被綺蘭從背後用長槍杀害。 | 黑子   | 利耀堂   |
| 卞喜   | 沂水關守將，本为黄巾党，后降曹操，为汜水关守关将。关羽千里寻兄之时途经汜水关，直闯县衙挑战卞喜，斥其征战时滥杀无辜百姓，被关羽斩杀。                                                                         | 余皚磊 | 陳偉權   |
| 王植   | 滎陽城文官，儒雅书生，长于治郡。是一名为民做主的好官，听闻关羽一路杀戮，决心以一已之力拦住关羽，同时设下了一个意想不到的圈套。最后为了保护荥阳的安危手持长剑迎战关羽，充满生活气息的场景却成为两人决战之地。 | 王學兵 | 鄭子誠   |
| 秦琪   | 黃河渡口守將，文武兼备的“阴柔战将”，曾被关羽所救，但因一心忠于曹操和汉献帝，最后不得不狙杀救命恩人，在水雾弥漫的渡口丛林中上演了一场精彩的弩战。                                                             | 李宗翰 | 譚漢華   |
| 劉備   | 關羽結拜大哥，綺蘭待嫁夫君，借袁紹之力抗曹，以仁德为怀，礼贤下士，仁民爱物、知人善任的仁人志士。深得百姓爱戴。眼神犀利，气宇轩昂。                                                                           | 方中信 |          |
| 甘夫人 | 劉備正室。 | 陳紅   |          |
| 糜夫人 | 劉備側室，糜竺之妹。 | 趙柯   |          |
| 顏良   | 袁紹手下大將，被关羽斬杀。 | 錢小豪 |          |
| 普净   | 沂水關鎮國寺高僧，關羽同鄉。 | 周波   | 龍天生   |

## 網友影片評論
《關雲長》一片由於其劇情內容與史實《三國志》和章回小說《三國演義》之內容大相逕庭，所以被諸多網友抨擊為「冏片」（爛片之意）和偽歷史片。甚至認為該片侵犯到關羽的正面形象，不宜以關羽的名字作為電影名稱，應該將片名改為《開云短》來免遭天譴。

## 電影歌曲
| 曲別   | 歌名           | 作曲     | 作詞   | 演唱 |
| ------ | -------------- | -------- | ------ | ---- |
| 主題曲 | 《千里走單騎》 | 藤原育郎 | 王平久 | 譚晶 |

## 註腳
1. ↑  .   [2011-04-15]. （原始内容存档于2013-04-03）.

## 外部連結
- 新浪娛樂關雲長電影專區 （页面存档备份，存于）
- YouTube上的電影預告
- Yahoo奇摩電影上《關雲長》的資料（繁體中文）
- MSN娛樂上《關雲長》的資料（繁體中文）

- MSN娛樂上《關雲長》的資料（繁體中文）

- 開眼電影網上《關雲長》的資料（繁體中文）
- 豆瓣电影上《關雲長》的資料 （简体中文）
- 时光网上《關雲長》的資料（简体中文）
- AllMovie上《關雲長》的资料（英文）
- 爛番茄上《關雲長》的資料（英文）
- 香港影庫上《關雲長》的資料（繁體中文）
- 互联网电影数据库（IMDb）上《關雲長》的资料（英文）